# NGC 6300
NGC 6300 هي مجرة تتبع كوكبة المجمرة. اكتشفها جيمس دنلوب في 1826.

## روابط خارجية
- NGC 6300 على موقع ويكي سكاي: DSS2, SDSS, GALEX, IRAS, Hydrogen α, X-Ray, Astrophoto, Sky Map, Articles and images